# Ignasi Riera i Gassiot
Ignasi Riera i Gassiot   (Barcelona, 5 de gener de 1940 - Madrid, 22 de maig de 2025) fou un polític i escriptor català, nebot del poeta Pere Quart. Autor d'una extensa obra centrada en la lluita obrera i la immigració, sovint combinava en la seva escriptura la crítica amb la ironia.

## Biografia
Estudià filosofia i teologia a Sant Cugat del Vallès a la Facultat de Teologia dels jesuïtes, i filologia romànica a la Universitat de Barcelona, on es llicencià el 1969. Fou professor a l'Escola Tècnica Professional del Clot. Amb el batlle Frederic Prieto, va ser regidor de Cultura de l'Ajuntament de Cornellà de Llobregat (1979-1994) durant quinze anys pel PSUC –ciutat on residí molts anys– i fou diputat al Parlament català per Iniciativa per Catalunya (IC) el 1988-1992 i 1995-1999. La seva figura, políticament parlant, es va mantenir sempre fidel als plantejaments d'esquerra. Va col·laborar en diversos diaris i revistes, i fou també conferenciant i tertulià radiofònic. Va col·laborar en les publicacions Serra d'Or, El País, El Temps, Nous Horitzons, Taula de Canvi i El Punt, i va ser membre de l'Associació d'Escriptors en Llengua Catalana, de la qual fou secretari general del 1983 al 1991.
Com a escriptor va aportar més de trenta obres, tant literàries com d'assaig. També va traduir al català les obres del pedagog Célestin Freinet. Des del 2003 vivia a Madrid.

## Obres

### Narrativa
- Pàries, sindicalistes, demagogs (1986)
- La pobra Norma Litz i altres contes (1988)
- Bla, bla, bla..., Premi Pere Quart d'humor i sàtira (1989)
- Un diputat per no res (1994)
- Natàlia i altres contes (1995)
- Els contes de la ràdio (1996)
- La revolta dels avis (2005)
- La infelicitat. Un estat de plenitud (2006)
- Les set vides del gat Giovanni (2006)

### Novel·la
- Honorable Mr. R. (1980)
- No arrenqueu els geranis (1984)
- El rellotge del pont d'Esplugues (1984)
- Esposa al forn amb cebes (1986)
- El pacte de Formentera (1987)

### Poesia
- Poemes d'amor i d'estalvi (1989)

### Biografies
- Candel, Paco o Francesc (1988)
- Joan Oliver / Pere Quart: l'inventor de jocs (2000)
- Jordi Pujol: llums i ombres (2001)
- Lluís Llach (2002)

### Assaigs
- El meu oncle Pere Quart (1992)
- Un patriota exemplar (1997)
- Els catalans de Franco (1998)
- Un català a Madrid (2004)
- Memòries d'un nen golut (2006)

### Descripció i viatges
- Viatgers de Barcelona (2000)

## Premis i reconeixements
- 1980 - Premi Andròmina de narrativa, per Honorable míster R
- 1984 - Premi Ramon Llull, per a la novel·la El rellotge del pont d'Esplugues
- 1989 - Premi Pere Quart d'Humor i Sàtira, per Bla, bla, bla...
- 2002 - Premi Lliri de l'Associació de Dones Periodistes de Catalunya